# 니시타카쿠라역
니시타카쿠라역(서고장역, 일본어: 西高蔵駅, にしたかくらえき)은 일본 아이치현 나고야시 아쓰타구에 위치한 철도역이다.

## 타는 곳
상대식 승강장 2면 2선 지하역.
| 1 | ■ 메이조 선 | 아라타마바시·야고토 방면 |
| 2 | ■ 메이조 선 | 가나야마·사카에 방면     |

## 역세권 정보
- 아쓰타 경찰서
- 아쓰타 신궁 공원
- 타카쿠라 공원
- 시로토리 공원
- 국도 제19호선

## 역사
- 1974년 3월 30일: 영업 개시.

## 인접역
| 나고야 지하철 ■ 메이조 선     | 나고야 지하철 ■ 메이조 선 | 나고야 지하철 ■ 메이조 선 |
| ----------------------------- | ------------------------- | ------------------------- |
| M 27 아쓰타진구니시 외선 순환 |                           | M 01 가나야마 내선 순환   |